# Granatkastare m/84
Granatkastare m/84 (GRK), är en granatkastare som bland annat används inom svenska armén. Granatkastaren tillverkas av Israel Military Industries efter en konstruktionen av finska Tampella, numera Patria Industries Oy. Den används som understödsvapen av marktrupper för att bland annat bekämpa trupp, mjuka och lätta bepansrade mål. Den ammunition som används är av typerna övningsvinggranat, sprängvinggranat, lysvinggranat och rökvinggranat.

## Galleri

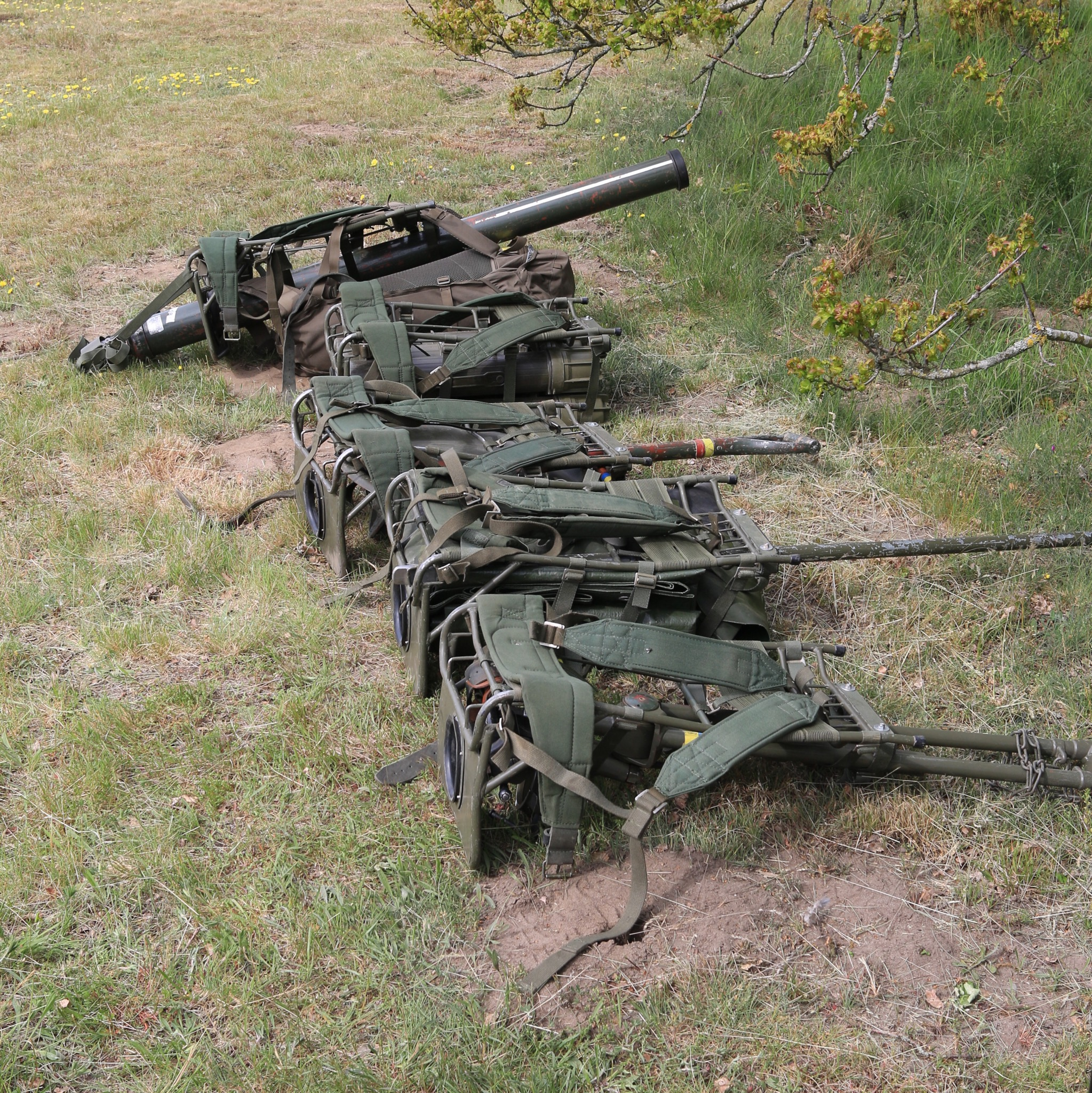
Ryggsäckar med granatkastare.